# Magdeleine Guipet

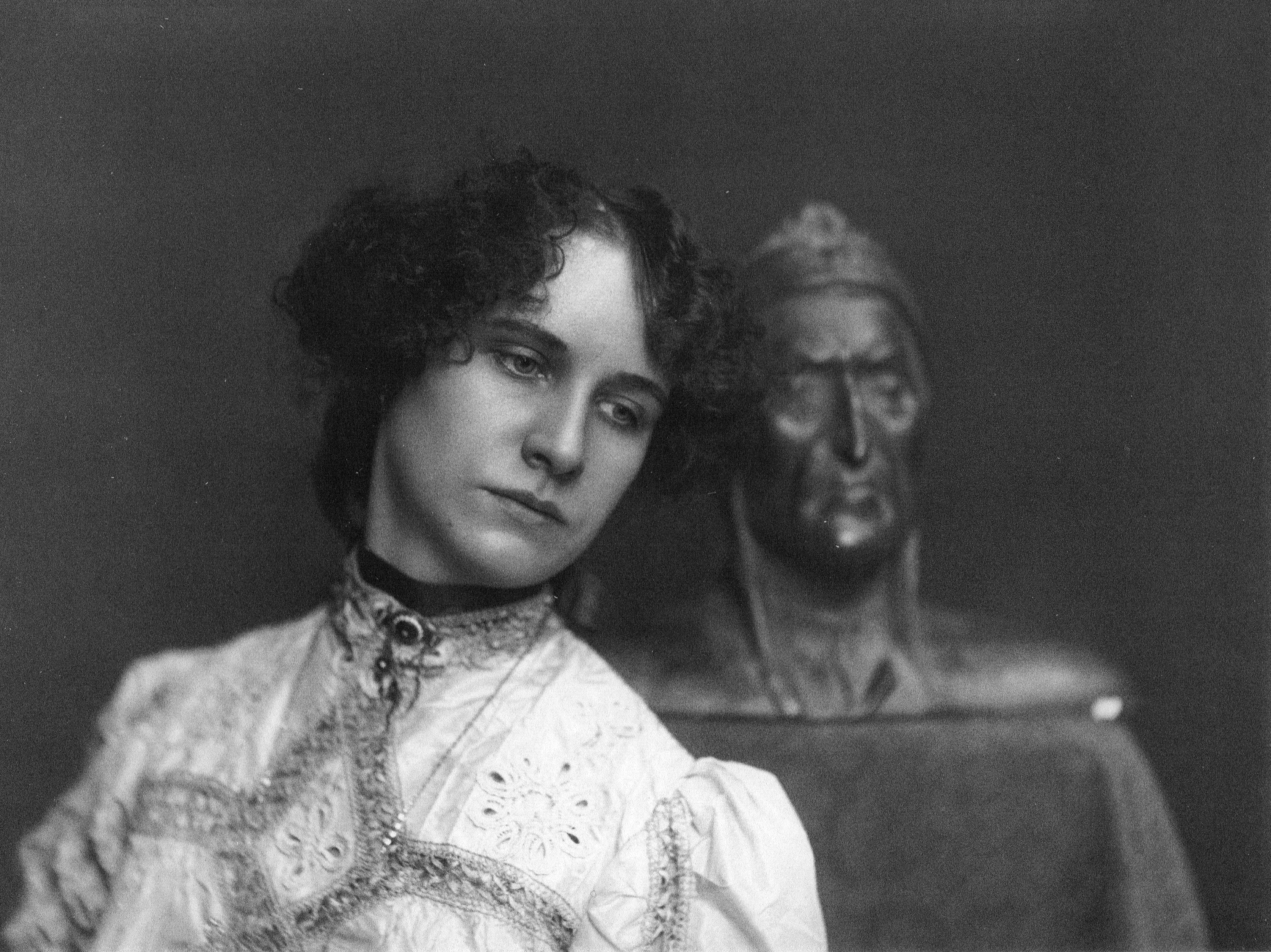
Die Traumtänzerin Madelaine G. vor einer Dante-Büste um 1905

Magdeleine Guipet (geboren als Marie Madeleine Joséphine Emma Archinard am 23. September 1874 in Tiflis, Russisches Kaiserreich; gestorben am 12. August 1915 in Paris), auch bekannt als Traumtänzerin Magdeleine G. war eine französische Tänzerin, die ab 1904 in verschiedenen Städten unter Hypnose als Ausdruckstänzerin auftrat.

## Leben

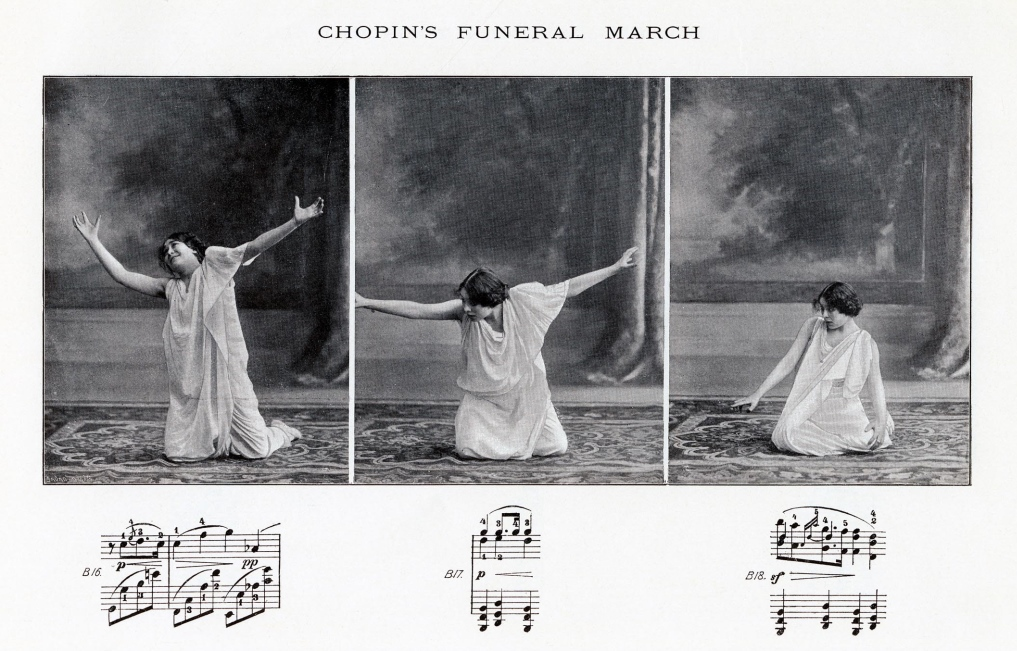
Fotografien von Magdeleine Guipet bei einer Aufführung von Chopins Trauermarsch 1904

Emma Archinard wurde in Tiflis geboren, das damals zum Russischen Kaiserreich gehörte. Ihr Vater war Adolphe François Alfonse Archinard, ihre Mutter geborene Mathilde Fagué. Mit Mitte 20 kam sie nach Frankreich, wo sie am 16. Juni 1898 in Paris den Kaufmann Alexandre Albert Guipet heiratete, mit dem sie einen Sohn (Jocelyn Adolphe, 1899–1987) und eine Tochter (Marcelle Mathilde, 1901–1916) hatte.
1902 suchte sie wegen nervöser Kopfschmerzen, die bislang allen Behandlungsversuchen widerstanden hatten, den Therapeuten und Magnetiseur Émile Magnin auf, der damals Lehrer an der École de Magnétisme in Paris war. Seiner Darstellung nach stellte Magnin schnell fest, dass Guipet hervorragend auf hypnotische Suggestionen ansprach, insbesondere reagierte sie in Trance mit spontanem Ausdruckstanz in der Art einer Isadora Duncan auf Chopins Trauermarsch, Kompositionen von Schubert, die Gedichte Paul Verlaines und Klavierimprovisationen bekannter Komponisten, die sich bald bei den anfangs privaten, von Magnin organisierten Darbietungen einfanden, die in den Ateliers des Fotografen Fred Boissonnas, des Bildhauers Auguste Rodin und des Malers Albert Besnard stattfanden.

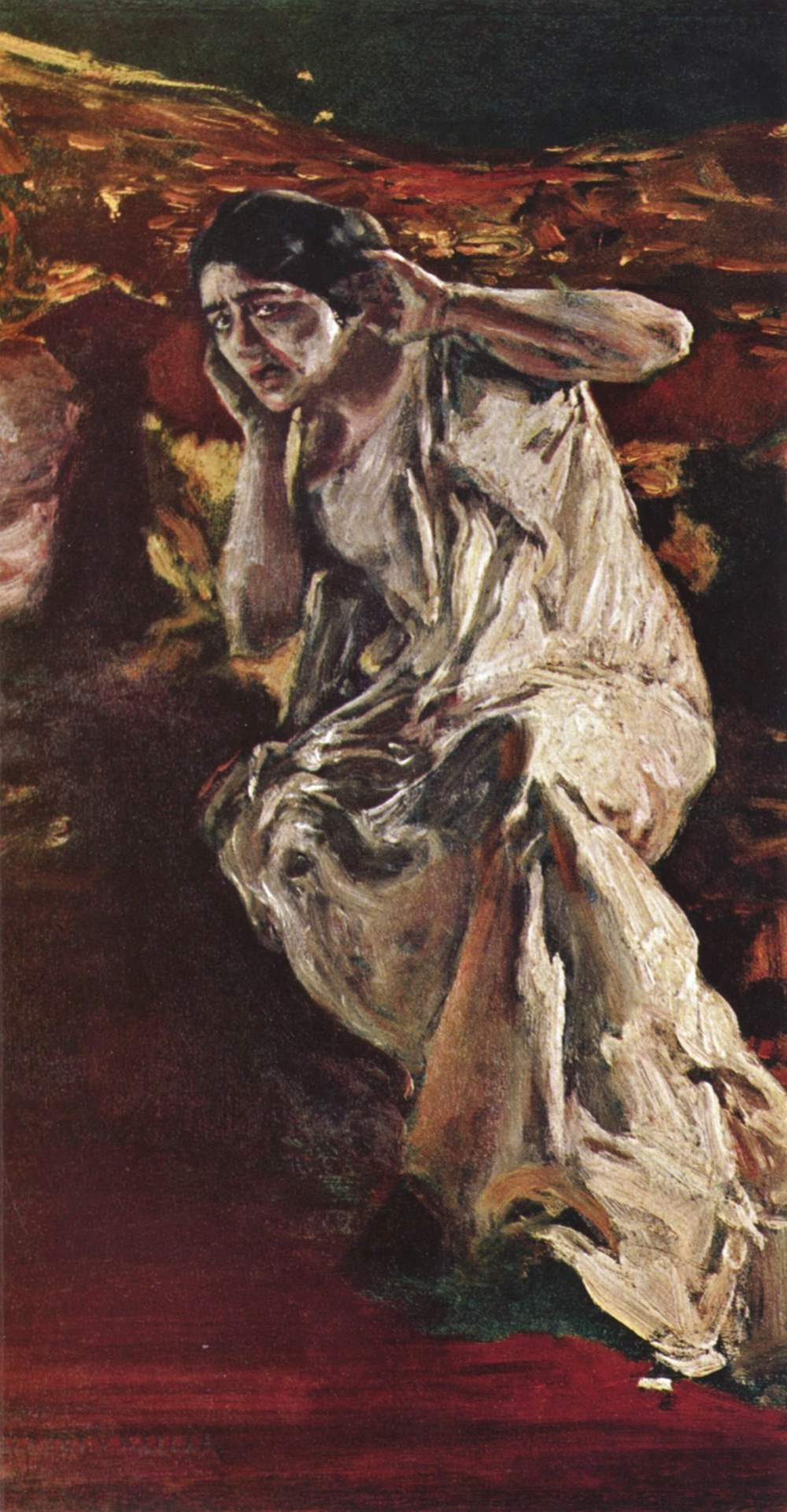
Die Tänzerin Madeleine (Gemälde von Albert von Keller, ca. 1904)

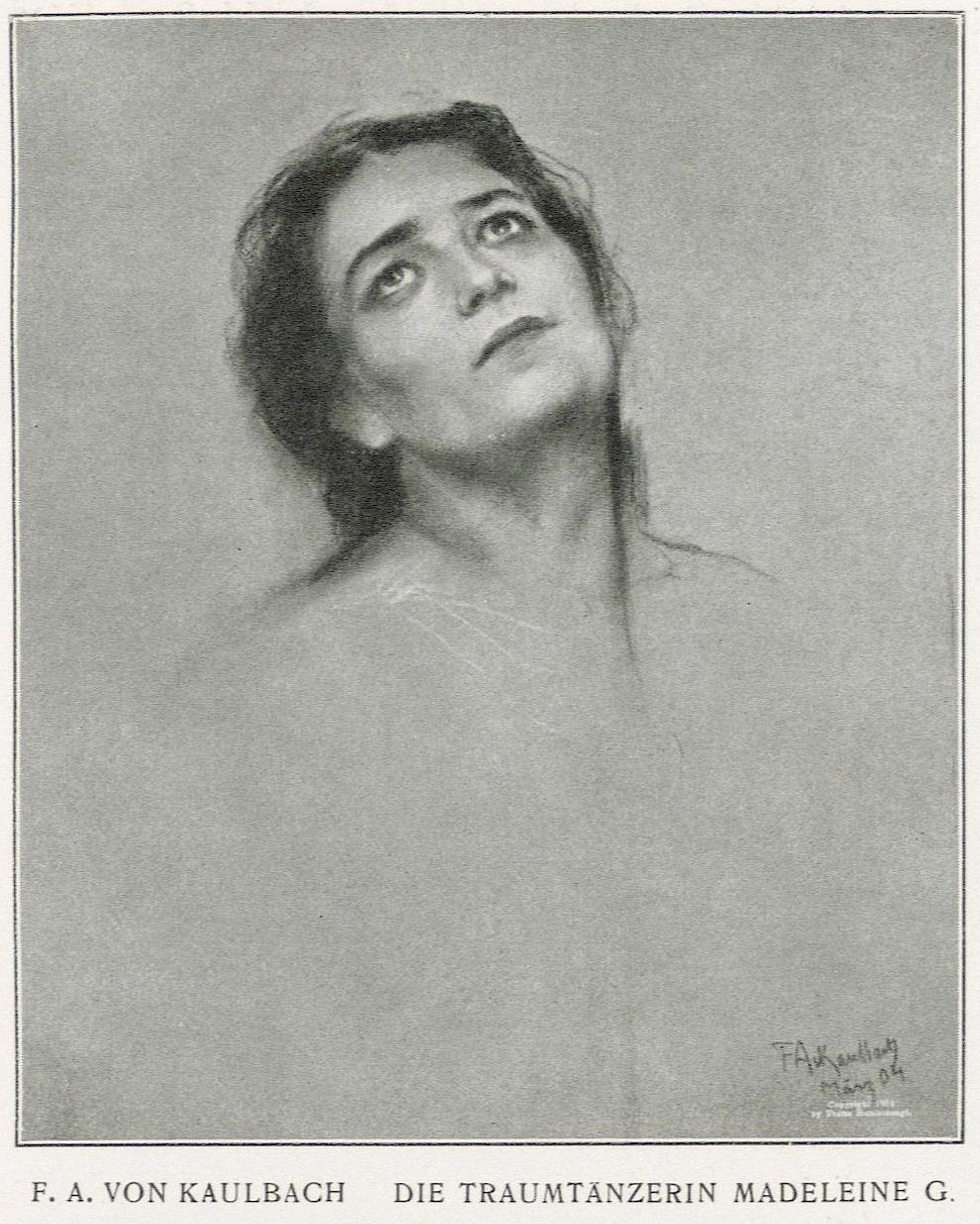
Die Traumtänzerin Madeleine Guipet (Zeichnung von Friedrich August von Kaulbach, 1904)

Es blieb nicht bei privaten Vorstellungen. Magnin organisierte ab 1904 mit seinem nun unter dem Künstlernamen Magdeleine G. auftretenden Medium Vorstellungen in ganz Europa. Magdeleine G. trat in den Opernhäusern mehrerer deutscher Städte auf, mit besonderem Erfolg in München 1904, wo die Hoffotografen Aufnahmen von ihr machten, die Maler Albert von Keller und Friedrich August von Kaulbach sie porträtierten und neben anderen Mitgliedern der Münchner Psychologischen Gesellschaft der Arzt und Erforscher parapsychologischer Phänomene Albert von Schrenck-Notzing sie untersuchte. In der Folge wurde sie in Bayern und darüber hinaus bekannt als Die Traumtänzerin bzw. Die Schlaftänzerin.
Angeregt durch das Vorbild der Magdeleine G. unternahmen es Keller und Schrenck-Notzing, selbst geeignete Modelle zu hypnotisieren und zu fotografieren. Die so gewonnenen Ausdrucksstudien wurden die Grundlage mehrerer der bekannteren Gemälde Albert von Kellers, darunter der Hexenschlaf.
Im März 1905 trat sie in Dresden auf, am Klavier begleitet von Ernst von Schuch. Im Publikum waren auch Karl May mit seiner Frau Klara, die sich von der Tanzdarbietung nur mäßig beeindruckt zeigte und in ihr Tagebuch schrieb, dass ihr Schuchs Klavierspiel besser gefallen habe als der Tanz der Magdeleine G.
Während ihrer kurzen, aber starke Eindrücke hinterlassenden Bühnenkarriere wurde Magdeleine G. dargestellt als junge Frau ohne jegliche Tanzausbildung, die allein unter dem Einfluss der Hypnose quasi mit der Musik „mitschwingend“ dieser einen unvergleichlich direkten und unverfälschten Ausdruck gäbe. Tatsächlich war Guipet in Genf die Schülerin von Émile Jaques-Dalcroze gewesen.
Ihr Familienname Guipet wurde erst 1912 durch eine Biographie Albert von Kellers bekannt.
Guipet starb 1915 im Alter von 40 Jahren im 15. Arrondissement in Paris.